# Angiola Tavella
Angiola Tavella (1698 – 1746) è stata una pittrice italiana, figlia di Carlo Antonio Tavella.

## Biografia[2]
Figlia del pittore genovese Carlo Antonio Tavella e sorella maggiore di Teresa, anch'essa pittrice, fu allieva del padre, del quale imitò lo stile e le tecniche. Dipinse soprattutto paesaggi ma si cimentò anche nel ritrarre figure di santi: tra queste ultime opere è ricordata la Tavola di Sant'Agnese da Montepulciano, realizzata per la distrutta chiesa di San Domenico di Genova. Ritiratasi nel conservatorio delle figlie di San Giuseppe, vi morì nel 1746, all'età di 48 anni.